# Darstellung (Wiedergabe)
Unter Darstellung (zur semantischen Wurzel dar- „öffentlich übergeben“, vergleiche Darbietung, Darlehen, darreichen) versteht man die Umsetzung von Sachverhalten, Ereignissen oder abstrakten Konzepten mittels Zeichen, performativer Handlungen oder Modellen. Historisch reicht die Darstellung von der mündlichen Überlieferung über das Schauspiel bis zur Computergrafik und schließt zahlreiche Vermittlungsmethoden zwischen Text, Bild und künstlerischer Aufführung ein.
Für Zeichen, die eine erkennbare Ähnlichkeit mit dem Bezeichneten haben, hat der Philosoph Charles S. Peirce den Begriff Ikon vorgeschlagen.

## Allgemeines
Darstellung setzt den Willen zu einer Vermittlung voraus, indem etwas verdeutlicht, festgehalten oder transportiert wird. Sie weicht vom Ideal einer absichtslos „zum Ausdruck kommenden“ Realität ab, selbst als „getreues“ Abbild. Solche Abweichungen können als Spuren ihres Mediums technisch bedingt sein, oder sie sind bewusste Veränderungen, etwa mit dem Ziel einer Interpretation oder Hervorhebung. Das Verhältnis zwischen einem Kunstwerk und seinen möglichen Vorlagen ist komplex, da die Umsetzung von den Intentionen des Künstlers und des jeweiligen Kunststils bestimmt wird. Die Darstellung ist weiterhin durch das gewählte Medium, rhetorische Mittel oder künstlerische Techniken und Konventionen geprägt. Es gibt auch Darstellungen ohne gegenständliche Vorlage wie in der abstrakten Kunst oder in der Musik. 

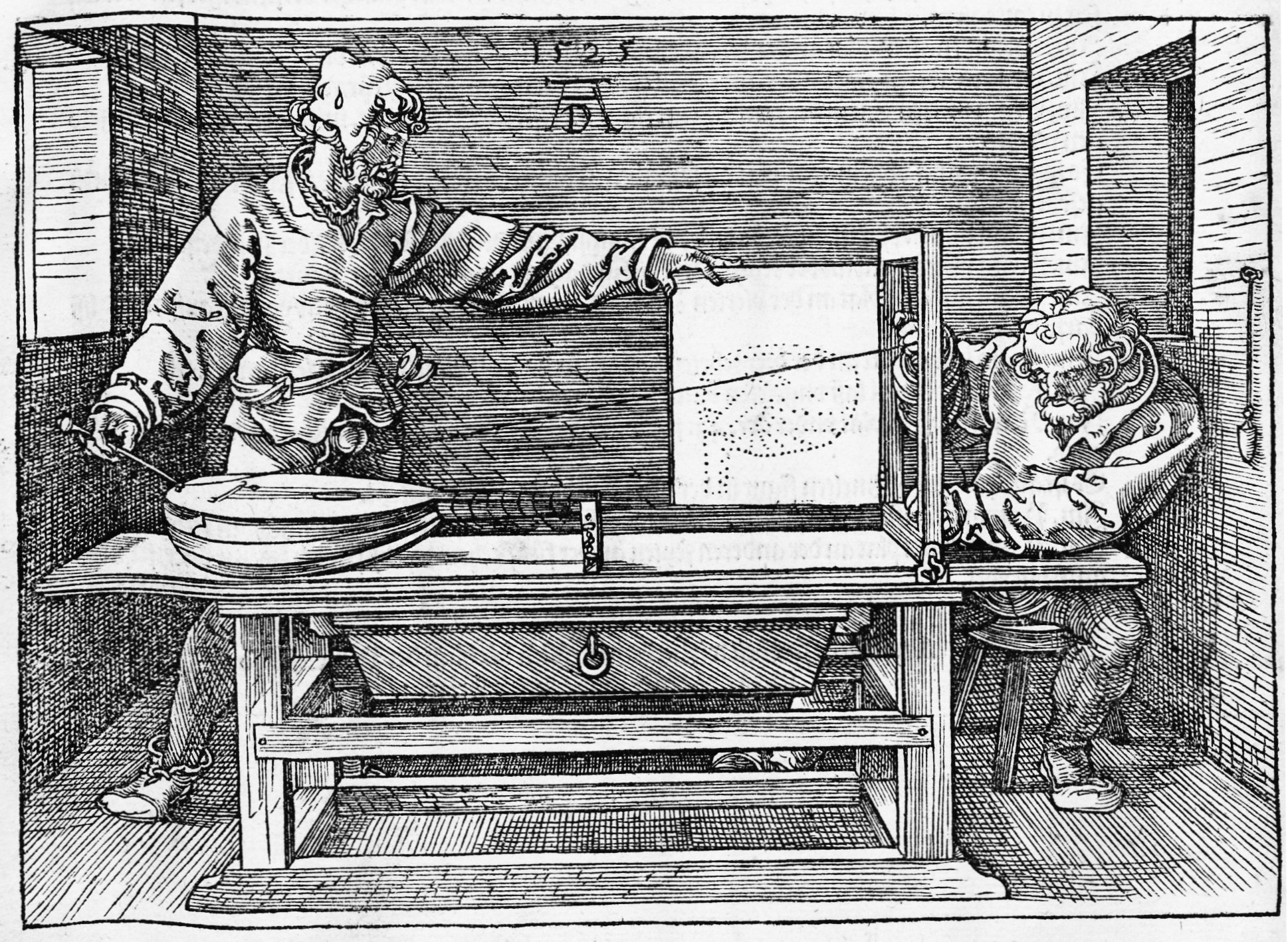
Darstellung als Messung statt als Gaukelei: Holzschnitt von Albrecht Dürer, 1525

Darstellungskonzepte befanden sich im Lauf der europäischen Geschichte stets im Widerstreit zwischen Befürwortern und Gegnern der Mimesis. Das platonische Misstrauen gegenüber der Darstellung als bloßem Schein, das in die christliche Weltsicht einging, wurde in der Neuzeit durch die naturwissenschaftlich-technische Einsicht gemildert, dass man in vielen Fällen verlässlich von Wirkungen auf Ursachen zurückschließen kann (Kausalität): Das getönte oder mit Wasser gefüllte Glas täuscht nicht, indem es einen Stab geknickt oder in einer falschen Farbe darstellt, sondern verändert das Licht nach verlässlichen Gesetzmäßigkeiten. So wird die vermeintliche Täuschung (Platon machte in seiner Ideenlehre den Gesichtssinn dafür verantwortlich) durch das Wissen über ihren Herstellungsprozess entmachtet. 
Eine Zentralprojektion wie im Tafelbild der Neuzeit lässt sich mechanisch durch Messungen vornehmen, im Unterschied zur Symbolik der mittelalterlichen Anordnung. Perspektivische Größenunterschiede sind durch den Erweis ihrer Messbarkeit keine Gaukelei mehr, wie Platon in Politeia behauptete. Von diesen Gesetzmäßigkeiten lässt sich der gestaltende Wille eines Künstlers unterscheiden, der sie sich zunehmend zu Nutze macht. 
Bei wissenschaftlichen oder technischen Modellen können spezifische Aspekte hervorgehoben werden, um Zusammenhänge oder Details visuell zu kennzeichnen. Dabei wird eine klare Unterscheidung zwischen Hervorhebung und Fälschung angestrebt. Es kann sich beispielsweise um Veränderungen in der Farbgebung oder im Maßstab handeln, die oftmals bestimmten Konventionen unterliegen. Beispiele dafür sind die Kartografie und Architekturdarstellungen. Als Visualisierung kann eine Darstellung auch abstrakte Sachverhalte wie Datensammlungen oder Prozesse visuell veranschaulichen, indem diese als graphische Elemente und Symbole umgesetzt werden. Auch die Hervorhebung zutreffender Details kann jedoch eine verfälschende Darstellung sein.

## Konkrete Bedeutungen
- In vielen Geisteswissenschaften bezeichnet man bei einer wissenschaftlichen Arbeit den Text als Darstellung, in Abgrenzung zur vorausgegangenen Forschungstätigkeit einerseits sowie andererseits vom wissenschaftlichen Apparat (Anmerkungen) wie Fußnoten, Literaturhinweisen u. ä.
- In der Geschichtswissenschaft bezeichnet „Darstellung“ die neuzeitliche, nicht-zeitgenössische Untersuchung einer (ursprünglichen) Quelle: Primärquelle im Gegensatz zur Sekundärliteratur (= Darstellung), entsprechend dem Gegensatz von Information und Kommentar in den Nachrichtenmedien.
- Im Rahmen von Geschichte und Archäologie nennt man die Darstellung vergangener Lebenswelten mit Hilfe rekonstruierter Kleidung und Gegenstände Living History. Handelt es sich um konkrete historische Ereignisse, heißt die Darstellung Reenactment.